# وسیلةالنجاة
وسیلة النجاة کتابی فقهی از تألیفات سید ابوالحسن اصفهانی (وفات: ۱۳۶۵ قمری) است. این کتاب  حاشیه‌ای بر کتاب ذخیرة الصالحین سید محمدکاظم طباطبایی یزدی (وفات: ۱۳۳۷ قمری) است. این کتاب در دو مجلد تدوین شده است که جلد اول آن به مسائل مهم «طهارت و نماز» و جلد دوم آن به فروع مهم: «روزه، زکات، خمس، حج، جهاد، خوردنی ها و آشامیدنی ها، ذبح و شکار حیوانات اختصاص دارد.
اصفهانی حواشی خود بر ذخیرة الصالحین را در متن آن وارد کرد و با افزودن مسائل بسیاری آن را وسیلة النجاة نامید.